# Amerila magnifica
Amerila magnifica är en fjärilsart som beskrevs av Rothschild 1910. Amerila magnifica ingår i släktet Amerila och familjen björnspinnare. Inga underarter finns listade i Catalogue of Life.